# Diego Barreto
Diego Daniel Barreto Cáceres (Lambaré, 16 juli 1981) is een Paraguayaans voetballer die als doelman speelt. Hij is de oudere broer van Édgar Barreto.

## Clubcarrière
Barreto begon bij Cerro Porteño waarmee hij in 2004 en 2005 landskampioen werd. In 2005 was hij kort op huurbasis in Spanje bij UD Almería. In Argentinië kwam hij in 2007 bij Newell's Old Boys niet aan spelen toe en in 2008 werd hij verhuurd aan zijn oude club Cerro Porteño. Datzelfde jaar bleef een verblijf in Zwitserland bij FC Locarno beperkt tot één optreden. Terug in Paraguay kwam Barreto in 2009 bij Sol de América weer aan spelen toe. Vervolgens ging hij weer voor Cerro Porteño spelen waarmee hij in 2012 de Apertura van het kampioenschap won. Van 2015 tot eind 2018 kwam hij uit voor Olimpia Asunción. In januari 2018 ondertekende Barreto een eenjarig contract bij General Díaz. In 2019 speelde hij voor Sportivo Luqueño.

## Interlandcarrière
Op de Olympische Zomerspelen 2004 won Barreto met Paraguay een zilveren medaille. In de finale, met Barreto in het basisteam, werd met 1-0 verloren van Argentinië door een doelpunt van Carlos Tévez. Op 8 juli 2004 debuteerde Barreto tijdens de Copa América 2004 voor het Paraguayaans voetbalelftal als basisspeler in de groepswedstrijd tegen Costa Rica (1-0 winst). Hij maakte deel uit van de Paraguayaanse selectie op het wereldkampioenschap voetbal 2010, de Copa América 2011 (tweede plaats) en de Copa América Centenario in 2016.

## Erelijst

### Cerro Porteño
Primera División (Paraguay)
 2004, 2005, 2012 Apertura

### Paraguay
Olympische Zomerspelen
 2004